# 草酸铯
草酸铯是铯的草酸盐，化学式为Cs2C2O4，它存在无水物和一水合物。

## 制备
草酸铯的一水合物可由草酸和碳酸铯在水溶液中反应，结晶得到。一水合物在373 K真空下脱水，得到无水物。

## 性质
草酸铯在高温下可以分解：
Cs2C2O4 → Cs2CO3 + CO↑
它和氯化钇反应，根据反应物的比例不同，可以生成Y2(C2O4)3·10H2O或Cs[Y(C2O4)2]·H2O。草酸铯的饱和溶液和草酸铀酰煮沸后冷却，可以得到Cs2UO2(C2O4)2·2H2O。